# Gustav von Viereck
Gustav von Viereck (* 12. August 1845 in Weitendorf; † 24. November 1906 in Dreveskirchen) war Rittergutsbesitzer und Mitglied des Deutschen Reichstags.

## Leben
Er entstammte der Adelsfamilie von Viereck und besuchte das Friedrich-Wilhelms-Gymnasium zu Berlin. 1863 trat er in das Husaren-Regiment Nr. 3 der Preußischen Armee ein und wurde 1867 zum Dragoner-Regiment Nr. 12 versetzt. Er nahm an den Kriegen 1864, 1866 und 1870/71 teil und nahm 1872 als Rittmeister seinen Abschied. Anschließend war Viereck als Landwirt in Dreveskirchen tätig.
Von 1893 bis 1898 war er Mitglied des Deutschen Reichstags für den Reichstagswahlkreis Großherzogtum Mecklenburg-Schwerin 2 Schwerin, Wismar und die deutschkonservative Partei.
1870 heiratete in Frankfurt an der Oder seine Frau die Gutsbesitzerstochter Pauline Dahlmann-Gehmkendorf (1849–1931). Mit ihr hatte er die Söhne Hans (1872–1943), Maximillian (1875–1914) und Hardenack (1884–1951). Der älteste Sohn Hans von Viereck wurde Generalleutnant, Hardenack erbte Dreveskirchen.